# Fuente Pública (Valencia)

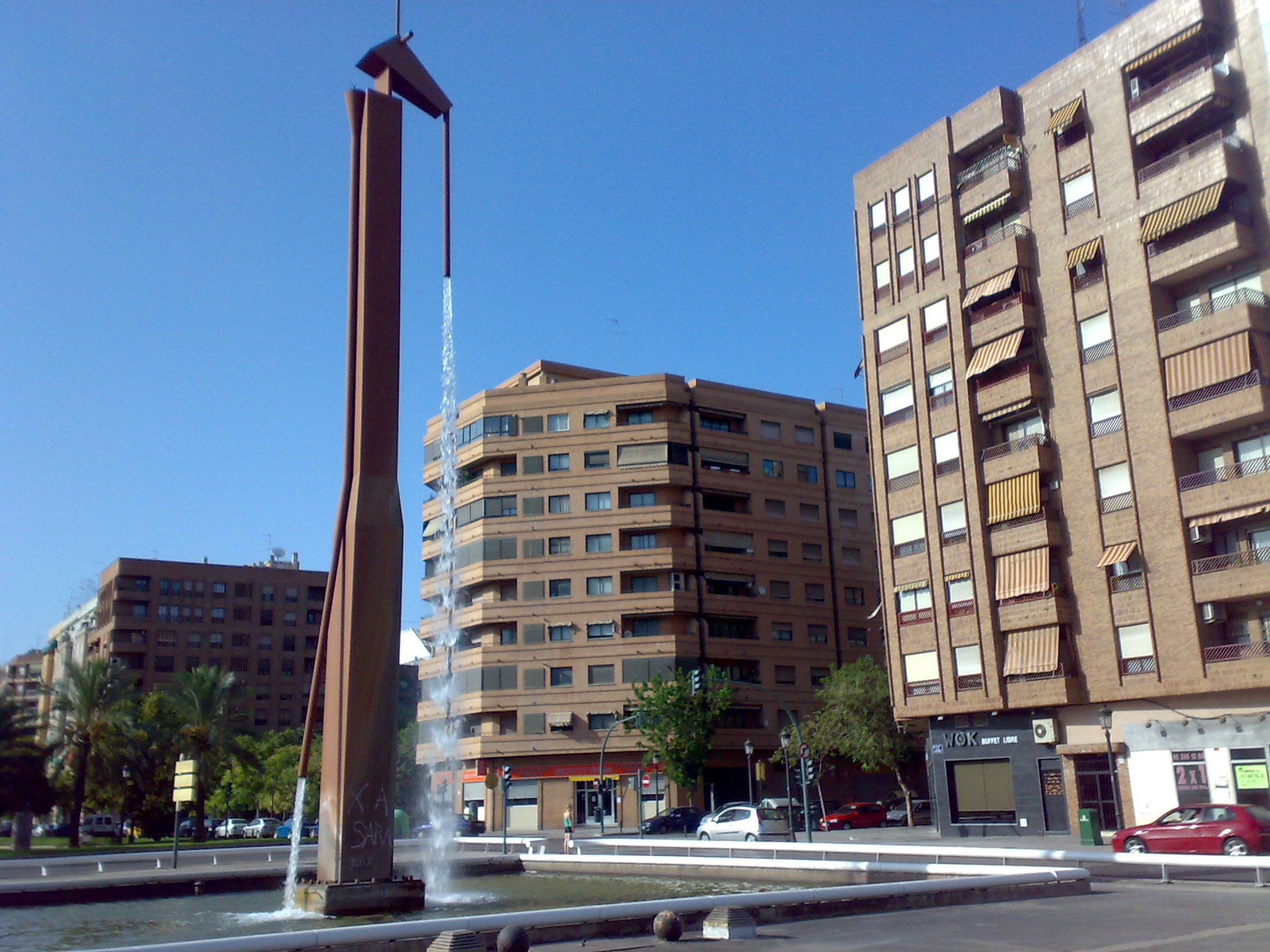
Font Pública, fotografiada en 2009.

La Fuente Pública (Font Pública en valenciano) conocida popularmente con el nombre de Pantera Rosa, por su forma y color, es un monumento situado en la intersección de la avenida de Ausiàs March y la avenida de Peris i Valero, al sur de la ciudad de Valencia. Fue diseñada por el arquitecto valenciano Miquel Navarro y erigido en 1984. Conmemora el canal Túria-Júcar.